# Carballedo
Carballedo är en kommun i Spanien. Den ligger i provinsen Lugo i den autonoma regionen Galicien i nordvästra delen av landet, 400 km nordväst om huvudstaden Madrid. Antalet invånare är 2 044 (2024). Arean är 138,85 kvadratkilometer. Carballedo gränsar till Chantada, Pantón, A Peroxa, Vilamarín, San Cristovo de Cea och Rodeiro. 